# 20036 Marcboucher
20036 Marcboucher este o planetă minoră (asteroid), cu un diametru de 9,957 km, din centura de asteroizi. A fost descoperită pe 21 octombrie 1992 la Kani⁠(d) de Yoshikane Mizuno⁠(d). 
Obiectul prezintă o orbită caracterizată de o semiaxă mare de 2,4112828 UAi, o excentricitate de 0,19, o înclinație de 4,13695 ° în raport cu ecliptica.